# Erwin Skamrahl
Erwin Skamrahl (Alemania Occidental, 8 de marzo de 1958) es un atleta alemán, especializado en la prueba de 4x400 m en la que llegó a ser subcampeón del mundo en 1983.

## Carrera deportiva
En el Mundial de Helsinki 1983 ganó la medalla de plata en los relevos de 4x400 metros, con un tiempo de 3:01.83 segundos, tras la Unión Soviética (oro) y por delante de Reino Unido (bronce), siendo sus compañeros de equipo: Jörg Vaihinger, Harald Schmid y Hartmut Weber.